# Perfect Symmetry (singolo Keane)
Perfect Symmetry è un singolo del gruppo musicale britannico Keane, pubblicato il 29 dicembre 2008 come terzo estratto dall'omonimo album.

## Promozione
Il 6 novembre 2008 il gruppo ha annunciato la pubblicazione di Perfect Symmetry come terzo singolo estratto dall'album omonimo, fissando la data al 29 dicembre dello stesso anno. In seguito all'annuncio, il 10 dello stesso mese è stata rivelata la copertina. Pur non essendo entrato nella Official Singles Chart britannica, il singolo ha raggiunto l'undicesima posizione nella Official Physical Chart.
Con l'uscita del singolo il gruppo ha reso disponibile anche una versione remixata da Frankmusik.

## Video musicale
Il video, presentato in anteprima il attraverso il sito ufficiale del gruppo, mostra principalmente il frontman Tom Chaplin inquadrato in una telecamera, con brevi comparse del pianista Tim Rice-Oxley e del batterista Richard Hughes.

## Tracce
CD promozionale (Regno Unito)
1. Perfect Symmetry (Radio Edit) – 3:58
2. Perfect Symmetry – 5:12

CD (Regno Unito), 7" (Regno Unito)
1. Perfect Symmetry – 5:12
2. Staring at the Ceiling – 3:52

Download digitale
1. Perfect Symmetry (Radio Edit) – 3:58

Download digitale – remix
1. Perfect Symmetry (Frankmusik Remix) – 4:55

## Formazione
Hanno partecipato alle registrazioni, secondo le note di copertina di Perfect Symmetry:
Gruppo
- Tom Chaplin – voce, chitarra
- Tim Rice-Oxley – tastiera, chitarra, percussioni, cori
- Richard Hughes – batteria, percussioni, cori

Altri musicisti
- Jesse Quin – basso, percussioni, cori

Produzione
- Keane – produzione
- Jake Davies – ingegneria del suono
- Mark "Spike" Stent – missaggio, produzione aggiuntiva
- Scott Johnson – registrazione
- Stephen Marcussen – mastering